# Museo del Carmen de Maipú
El Museo del Carmen de Maipú es un museo de carácter privado del tipo histórico, religioso y artístico, emplazado en la comuna de Maipú, Santiago de Chile. El lugar que conserva, exhibe y comunica diversos bienes del patrimonio cultural chileno. Entre los bienes materiales se encuentran: documentos, objetos, carruaje, muebles, textiles, fotografías y obras de arte pertenecientes a la historia del Chile colonial y republicano, en línea con otras piezas de origen europeo e indígena.

## Historia
La idea de construir un Museo fue concebida en 1954 por el cardenal José María Caro, fue inaugurado dos años después debajo del Templo Votivo de Maipú (en la cripta que originalmente albergaría los restos mortales de los héroes de la Batalla de Maipú).
Dependiente de la Corporación Voto Nacional O'Higgins, el museo exhibe piezas históricas recolectadas a través de legados, depósitos, adquisiciones y donaciones de particulares.
Dentro del museo se encuentra un mural de grandes proporciones llamado Alegoría de la Batalla de Maipú. Este fue pintado en 1954 por Pedro Subercaseaux y los artistas ayudantes Miguel Venegas Cifuentes y Claudio Bravo. El mural mide 20 m (65′ 7″) de ancho y 3,5 m (11′ 6″) de alto y se encuentra en la Sala Independencia, la cual, como su nombre lo indica, está dedicada a la Independencia de Chile.

## Colecciones
- Textiles
- Documentos históricos
- Pinturas
- Artes decorativas y populares
- Carruajes
- Mobiliario
- Fotografías
- Imaginería religiosa
- Culturas precolombinas
- Reliquias históricas